# Tilman Holzhauer

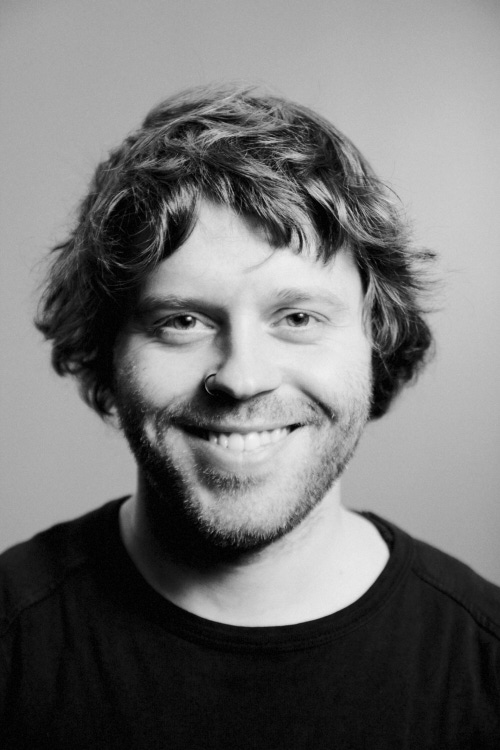
Tilman Holzhauer (2016)

Tilman Holzhauer (* 1985 in Köln) ist ein deutscher Kameramann.

## Leben
Tilman Holzhauer studierte von September 2008 bis April 2014 Kameramann (director of photography) an der Filmakademie Baden-Württemberg.
Im Laufe des Studiums spezialisierte er sich auf Dokumentarfilm, arbeitete aber auch in anderen Bereichen wie z. B. Fashion Film und Modefotografie während eines einjährigen Auslandsaufenthaltes in Barcelona, Spanien.
Zurzeit arbeitet er als freiberuflicher Kameramann, Digital Colorist und Fotograf in Berlin.
Seine Arbeiten beinhalten verschiedene Koproduktionen mit deutschen Fernsehsendern, wurden z. T. im deutschen Fernsehen ausgestrahlt und auf internationalen Filmfestivals gezeigt (z. B. IDFA, Deutschland; Internationale Hofer Filmtage, Deutschland; Delhi International Film Festival, Indien; Human Screen Film Festival Tunis, Tunesien; Grand Off World Independent Short Film Awards Warschau, Polen; Docudays UA International Human Rights Documentary Film Festival Kiew, Ukraine).
Tilman Holzhauer ist Mitbegründer eines Coworking mit kleiner Postproduktions-Suite in Berlin.

## Filmografie
- 2009: Serge Le Goff (Kurz-Dokumentarfilm)
- 2010: Herr Rehfuss (Kurz-Dokumentarfilm)
- 2010: Polaroid – The Impossible Project
- 2010: Amen (Kurz-Dokumentarfilm)
- 2011: Unser Park (Dokumentarfilm)
- 2011: Wie in Mutters Schoß (Dokumentarfilm)
- 2012: Birds Are Looking For A Cage (Dokumentarfilm)
- 2013: Rana
- 2013: Allendes Enkel (eng.: Allende's Grandchildren) (Dokumentarfilm)
- 2013: Licht und Schatten (eng.: Light and Shade) (Dokumentarfilm)
- 2014: Gegenfrage (Kurzfilm)
- 2014: Into My Dreamland (Kurz-Dokumentarfilm)
- 2014: Insel 36 (Dokumentarfilm)
- 2016: Im Biblischen Zoo von Jerusalem (eng.: HOLY ZOO - News from the Old City) (Dokumentarfilm)
- 2016: Sehnsucht nach Myanmar (eng.: To Be with You) (Dokumentarfilm)